# Concert per a piano núm. 20 (Mozart)
El Concert per a piano núm. 20, en re menor, K. 466, és una composició musical per a piano i orquestra escrita per Wolfgang Amadeus Mozart. Va ser acabat el 10 de febrer de 1785 i executat l'endemà a Viena amb el mateix autor com a solista.
Pocs dies després de l'estrena, el pare del compositor, Leopold, de visita a Viena, va escriure a la seva filla Nannerl sobre els recents èxits del seu germà: «Vaig sentir un nou concert per a piano, excel·lent, de Wolfgang. El copista encara hi treballava quan vàrem arribar, i el teu germà no va tenir temps per assajar el rondo perquè havia de supervisar el copiat.»
Compost en re menor, s'evidencia com una composició "trista", fou la creació més dramàtica de Mozart en aquesta branca musical. Fins i tot, està escrit en la mateixa tonalitat que el seu futur Rèquiem i l'òpera Don Giovanni.
El jove Ludwig van Beethoven admirava aquest concert i el va mantenir en el seu repertori. Diversos compositors famosos han escrit cadències per a aquest popular concert, com el mateix Beethoven, Johannes Brahms, Johann Nepomuk Hummel, Ferruccio Busoni i Clara Schumann.

## Moviments
Com molts altres concerts del Classicisme, està dividit en tres moviments: Allegro, Romanze i Allegro assai. La instrumentació és atípica en els concerts mozartians per incloure les timbales, la qual cosa contribueix a crear un so fosc.

### Allegro
Des del començament ja es posa de manifest l'enfocament de tot el concert. Entren totes les cordes amb un ritme relativament lent, greu i en el to menor. Tot seguit s'afegeixen els instruments de vent, després els timbals. A càrrec del fagot i l'oboè es desenvolupa després un segon tema per donar pas al piano aproximadament al minut 2:20. Després de l'entrada del pianista es torna al tema inicial en un excel·lent equilibri entre orquestra i solista. En aquest primer moviment hi ha gairebé al final una cadència, on cada un dels pianistes pot fer més que una exhibició del seu virtuosisme, una atractiva demostració de la seva musicalitat. La cadència més coneguda és la de Beethoven, i és a la que la majoria dels pianistes s'ajusten. Actualment alguns pianistes fan les pròpies, cas del txec Ivan Klánský i el suís Edwin Fischer. Mozart no va escriure cap cadència perquè la va executar davant del públic així que l'havia acabat.
Com és habitual en la forma sonata, quan la tonalitat principal és en mode menor (re menor), el tema B es troba en la tonalitat relativa major (fa major) antecedent que acaba en semicadència i consegüent basat en una progressió al segon grau (sol menor) però que acaba en cadència autèntica de fa major. A la reexposició del tema B, l'antecedent és igual que en l'exposició (però en re menor) consegüent que presenta una mutació fent la progressió a la 4a alta en lloc de l'original a la 2a alta.

### Romanze
El segon moviment, escrit en sol menor, es desenvolupa sobre un notable contrast, com si el mateix fos desdoblat. La majoria dels musicòlegs el divideixen en cinc sessions, però es pot esquematitzar en només dos. S'inicia amb una melodia amb un lirisme impactant. En aparença consisteix en un treball relativament senzill per al solista. En certs moments hi ha molt poques notes, especialment per a la mà dreta, de manera que l'exigència tècnica per part del pianista pràcticament no existeix. Tanmateix, el repte per al solista consisteix en com tenir unida aquesta melodia tenint les notes tan separades. Després d'aquesta bonica exposició melòdica, Mozart ataca amb gran empenta, tant en la part orquestral com també amb el solista. Aquest segon moviment finalitza amb la melodia inicial, donant-li un bonic toc de conclusió.

### Allegro assai
El tercer moviment, allegro assai, és a dir, «veloç», «ràpid», d'acord amb la forma en què entra el piano: ho fa amb gran ímpetu, utilitzant arpegis. Sobre el to de fa major, l'orquestra replica amb tot el seu potencial. Després es van alternant de manera meravellosa el solista amb tot el conjunt, el diàleg és magistral. Finalment es passa a una coda final rematant aquest tercer moviment de manera sorprenent encara triomfal.